# Hartmeyeria
Hartmeyeria is een geslacht van zakpijpen (Ascidiacea) uit de familie van de Pyuridae en de orde Stolidobranchia.

## Soorten
- Hartmeyeria arctica Korczynski, 1989
- Hartmeyeria bouilloni Monniot C. & Monniot F., 1976
- Hartmeyeria chinensis Tokioka, 1967
- Hartmeyeria formosa (Herdman, 1881)
- Hartmeyeria hupferi (Hartmeyer, 1909)
- Hartmeyeria monarchica Hartmeyer, 1922
- Hartmeyeria orientalis Oka, 1929
- Hartmeyeria triangularis Ritter, 1913

Niet geaccepteerde soorten:
- Hartmeyeria longistigmata Tokioka, 1949 → Hartmeyeria triangularis Ritter, 1913
- Hartmeyeria pedunculata (Pérès, 1951) → Hartmeyeria hupferi (Hartmeyer, 1909)